# جبل البحیص
جبل البحیص (به عربی: جبل البحیص) یک محوطه باستانی در امارات متحده عربی است که در امارت شارجه واقع شده‌است. جبل البحیص ۳۴۰ متر بالاتر از سطح دریا واقع شده‌است.